# Distretto di Sedriano
Il Distretto di Sedriano era il nome di un distretto ideato dal governo della Repubblica Cisalpina nel Dipartimento d'Olona dopo il colpo di Stato del 1798.

## Storia
La Costituzione della Repubblica Cisalpina progettò un nuovo ordinamento degli enti locali lombardi, partendo dal presupposto di una nuova geografia basata su una razionalizzazione illuministica anziché sui retaggi di secoli di storia. La funzione dei distretti, che andavano a sostituire l'istituto plurisecolare della pieve, sarebbe divenuto quello di svolgere le più alte funzioni municipali nelle aree di notevole parcellizzazione comunale. Il golpe militare del 1798 ne ridusse il numero, onde ricavare risparmi per le spese belliche.
Il distretto di Sedriano divenne il numero 11 dell'Olona, e raggruppò questi comuni: Arluno, Assiano, Baggio, Bareggio, Casorezzo, Cassina Pobbia, Cesano Boscone, Corbetta, Cornaredo, Figino, Lampugnano, Lorenteggio, Lucernate, Mantegazza, Marcallo, Monzoro, Muggiano, Pogliano, Pregnana, Quarto Cagnino, Quinto Romano, Santo Stefano, Sedriano, Seguro, Sella Nova, Settimo, Trenno, Vanzago, Vighignolo e Vittuone.
Dopo un solo anno l'invasione austriaca travolse comunque tutto ristabilendo in pieno comuni e vecchie pievi. Anche quando l’anno successivo, il 1800, prontamente tornarono i francesi, si preferì a questo punto mantenere provvisoriamente le autorità locali in essere fino a che nel 1801 questo livello amministrativo venne definitivamente superato a favore dei cantoni.

## Territorio
Il territorio del distretto fu composto dalle parti confinanti dei vecchi distretti di Corbetta e di Baggio. 